# Wilfried Ebane
Wilfried Ebane Abessolo (Libreville, 26 aprile 1992) è un calciatore gabonese, difensore dell'OC Cesson.

## Carriera

### Club
Ha giocato nella massima serie gabonese e tra la seconda e la quinta divisione francese.

### Nazionale
Tra il 2015 e il 2019, ha giocato 10 partite con la nazionale gabonese.

## Statistiche

### Cronologia presenze e reti in nazionale
| Cronologia completa delle presenze e delle reti in nazionale ― Gabon | Cronologia completa delle presenze e delle reti in nazionale ― Gabon | Cronologia completa delle presenze e delle reti in nazionale ― Gabon | Cronologia completa delle presenze e delle reti in nazionale ― Gabon | Cronologia completa delle presenze e delle reti in nazionale ― Gabon | Cronologia completa delle presenze e delle reti in nazionale ― Gabon | Cronologia completa delle presenze e delle reti in nazionale ― Gabon | Cronologia completa delle presenze e delle reti in nazionale ― Gabon |
| Data                                                                 | Città                                                                | In casa                                                              | Risultato                                                            | Ospiti                                                               | Competizione                                                         | Reti                                                                 | Note                                                                 |
| -------------------------------------------------------------------- | -------------------------------------------------------------------- | -------------------------------------------------------------------- | -------------------------------------------------------------------- | -------------------------------------------------------------------- | -------------------------------------------------------------------- | -------------------------------------------------------------------- | -------------------------------------------------------------------- |
| 8-9-2015                                                             | Lusaka                                                               | Zambia                                                               | 1 – 1                                                                | Gabon                                                                | Amichevole                                                           | -                                                                    |                                                                      |
| 18-10-2015                                                           | N'Djamena                                                            | Ciad                                                                 | 0 – 2                                                                | Gabon                                                                | Qual. Campionato delle Nazioni Africane 2016                         | -                                                                    |                                                                      |
| 24-10-2015                                                           | Libreville                                                           | Gabon                                                                | 0 – 1                                                                | Ciad                                                                 | Qual. Campionato delle Nazioni Africane 2016                         | -                                                                    |                                                                      |
| 12-10-2018                                                           | Libreville                                                           | Gabon                                                                | 3 – 0                                                                | Sudan del Sud                                                        | Qual. Coppa d'Africa 2019                                            | -                                                                    |                                                                      |
| 16-10-2018                                                           | Giuba                                                                | Sudan del Sud                                                        | 0 – 1                                                                | Gabon                                                                | Qual. Coppa d'Africa 2019                                            | -                                                                    |                                                                      |
| 17-11-2018                                                           | Libreville                                                           | Gabon                                                                | 0 – 1                                                                | Mali                                                                 | Qual. Coppa d'Africa 2019                                            | -                                                                    |                                                                      |
| 10-10-2019                                                           | Saint-Leu-la-Forêt                                                   | Burkina Faso                                                         | 0 – 1                                                                | Gabon                                                                | Amichevole                                                           | -                                                                    | 2’                                                                   |
| 15-10-2019                                                           | Tangeri                                                              | Marocco                                                              | 2 – 3                                                                | Gabon                                                                | Amichevole                                                           | -                                                                    |                                                                      |
| 14-11-2019                                                           | Kinshasa                                                             | RD del Congo                                                         | 0 – 0                                                                | Gabon                                                                | Qual. Coppa d'Africa 2021                                            | -                                                                    |                                                                      |
| 17-11-2019                                                           | Franceville                                                          | Gabon                                                                | 2 – 1                                                                | Angola                                                               | Qual. Coppa d'Africa 2021                                            | -                                                                    |                                                                      |
| Totale                                                               |                                                                      | Presenze                                                             | 10                                                                   |                                                                      | Reti                                                                 | 0                                                                    |                                                                      |